# 이태원 참사
이태원 압사 사고(梨泰院壓死事故) 또는 이태원 참사(梨泰院慘事, Itaewon tragedy), 10.29 참사(十二九慘事)는 2022년 10월 29일 22시 15분경(KST), 대한민국 서울특별시 용산구 이태원동 이태원로에서 발생한 대형 압사 사고이다. 당시 이태원에는 핼러윈을 앞두고 많은 사람들이 몰려 있었으며, 해밀톤호텔 앞 좁은 골목길 경사로로 인파가 밀리면서 사상자가 다수 발생했다. 
이 사고는 2003년 192명이 사망했던 대구 지하철 참사와 304명이 사망한 2014년 세월호 침몰 사고 이후 대한민국 역대 최대 규모의 인명 사고이며, 특히 서울 도심에서 벌어진 대형 참사로는 502명이 사망한 1995년 삼풍백화점 붕괴 사고 이후 처음으로 기록되었다. 또한 이전까지는 1960년 1월 26일에 발생했고 31명이 사망했던 서울역 압사 사고가 대한민국 최대 규모 압사 사고였으나 159명이 사망한 이 사고가 경신하게 되었다.

## 배경

지도에 사고가 발생한 위치가 빨갛게 표시되어 있다.

핼러윈데이는 사고가 일어나기 12년 전부터 영어 학원 등을 시작으로 대중화되었다. 외국인 비율이 높은 장소에서부터 시작된 핼러윈 행사는 마케팅에도 활용되기 시작했다. 이후 한국의 젊은 층에서는 핼러윈데이를 비공식 기념일처럼 느끼는 이들이 많아지게 되었다.
이태원에는 6.25 전쟁 이후 인근에 미 8군사령부가 위치해 있었으며, 점차 외국인 관광객의 관광과 쇼핑의 명소로 발전하였다. 미군사령부가 평택으로 이전된 이후로 미군 관련 고객은 줄어들고 젊은 한국인들의 비율이 높아졌다. 이태원은 한국의 젊은 층이 핼러윈 축제 장소로 선호하던 장소였다.
코로나19가 전세계적으로 유행하자 행사 방문객이 줄었다가, 2022년 거리두기와 영업시간 제한, 실외 마스크 착용 의무 해제가 가시화되면서 평소보다 많은 인파가 이태원에 몰리면서, 대형 압사 사고가 일어난 것이다.

## 압사
압사 사고 이전, 경찰은 인력 부족과 밀집된 인파로 인해 군중 통솔에 어려움을 겪고 있었다. 사건 당일인 10월 29일 18시 17분과 26분 '압사'를 언급한 신고 두 건과, 18시 34분 압사 가능성을 제기한 신고 등, 18시에서 사고 직전인 22시 사이 총 79건의 신고가 접수되었다. 18시 34분 걸려온 신고 전화는 이태원의 해밀톤호텔 앞 골목에 이태원역에서 나온 인파와 클럽에서 줄을 서는 사람들이 뒤섞여 압사 사고가 날 것 같다는 내용이었다. 이에 대한 녹취록도 몇 건 공개되었다.
압사 사고는 10월 29일 22시 15분 경 해밀톤호텔 서쪽에 있는 내리막 골목길에서 발생하였다. 소방당국은 23시 19분부터 축제 중단을 요청했다.
10월 30일 06시 30분 최성범 서울용산소방서장의 브리핑에 따르면, 인명 구조를 위하여 소방 507명, 구청 800명, 경찰 1100명, 기타 14명, 총 인력 2,421명이 동원되었다. 또한 장비는 소방 184대, 구청 10대, 경찰 30대, 기타 9대의 총 233대가 동원되었다. 재난의료지원팀 14팀(서울 7, 경기 7)이 출동하였다. 또한 타 시도 구급대에서는 장비 94대, 인력 222명이 지원되었다.

## 사고 대응
경찰은 10만 명가량 모일 것으로 예상하고 경찰 137명을 현장 배치했다. 그러나 이는 30만명의 인파에 비해 매우 적은 인원수로 파악되었다. 용산구청은 당시 이태원에 많은 인파가 몰릴 것을 우려하는 ‘핼러윈데이 치안여건 분석 및 대응방안 보고’가 있었음에도 불구하고 질서 유지와 인파 통제를 별도로 지시하지 않았다. 사고 발생 4시간 전부터 경찰 측에도 압사 위험에 대한 신고가 쇄도했는데, 첫 신고가 발생한 18시 34분으로부터 5시간 뒤인 23시 40분에 첫 경비 기동대가 현장에 도착했다.
사고 이후 소방과 경찰이 출동했지만 인파가 몰려있어서 100m 거리를 가는데 평소보다 많은 시간이 걸렸다. 도착했을 때는 아래에 깔린 피해자들의 팔을 잡고 꺼내려 했으나 워낙 많은 사람이 쌓여 있어서 꿈쩍도 하지 않았다. 구조해도 사람들이 뒤엉킨 탓에 핸드폰과 가방 등 소지품이 떨어져 있는 경우가 많아 사상자의 신원을 확인할 수 없었다.
경찰은 최초 119 소방신고의 공동대응요청을 받고 현장으로 출동하였고, 인명구조를 다하고 있었으나 많은 인파에 축제 참가자들이 뒤엉켜 이마저도 쉽지 않았다. 경찰은 "사람이 숨을 못 쉬어요. 뒤로 물러나주세요" 등 수차례 소리를 질러도 큰 음악소리와 주변 소음으로 뒷쪽까지 들리긴 힘들었다. 추후 소방과 경찰의 긴급출동요청을 받아 경찰과 소방관, 그리고 시민들이 나서서 심폐소생술 등을 진행하였지만 이미 골든타임을 놓친 상황이라 인명 구조에는 사실상 실패하였다.
대부분의 지상파 방송 채널은 특보 체제로 변경한 채, 재난방송 주관 방송사인 KBS가 이태원 참사 속보를 새벽 0시에 처음 보도되자마자, 전 세계의 매스컴들이 숨 가쁘게 움직이면서, 같은 시각 KBS 뉴스를 전해 들은 일본 NHK 서울지국도 KBS 보도를 인용해서 이 소식을 일제히 보도하기 시작했고, 비슷한 시각인 NTV(닛폰 TV 방송망)와 후지TV도 정규 방송까지 일제히 중단하면서 SBS와 MBC 뉴스 속보를 인용하여 긴급 보도로 타전했다. 이처럼, KBS와 SBS 등 지상파 3사가 이처럼 속보 경쟁에서 전 세계적 특종을 하게 된 것은 뉴스를 쫓는 방송인들의 집념 어린 노력의 결과였다.
윤석열 대통령은 사고 발생일 새벽 중앙안전대책본부 회의를 주재하여 가용한 자원을 총동원하여 인명 구조에 최선을 다할 것을 당부하였다. 10월 30일 오전에는 대국민담화를 통해 "국정 최우선 순위를 본건 사고 수습과 후속 조처에 두겠다"라고 밝혔으며, 이태원 사고현장을 찾아 수습 상황을 둘러보고, 정부서울청사 상황실에 설치된 사고수습본부를 방문해 회의를 주재하였다. 10월 30일부터 11월 5일까지를 국가 애도기간으로 정하라고 지시하였다.
오세훈 서울시장은 네덜란드 출장 중, 사건 보고를 받은 후 귀국길에 올랐다.
윤희근 경찰청장은 사건 당일 개인 일정으로 충북 지역을 방문하여 취침 상태에서, 23시 32분에 사건 관련하여 처음으로 문자 메시지를 받았으며, 23시 52분에 전화를 받았으나 취침 중으로 확인하지 못하였다. 22분 후인 30일 00시 14분 사고를 인지하고, 상황 담당관과 전화통화로 상황을 보고 받은 후 서울로 출발하고, 02시 30분 경찰청에서 지휘부 회의를 갖고 대응 방안을 지시하였다.

## 사상자

### 사망자
2023년 1월 3일 기준 사망자는 159명으로 남성이 57명, 여성은 102명으로 집계되었다.

#### 국가별 사망자 통계
한국인이 아닌 외국인 사망자는 26명이었으며 국적별 사망자는 다음과 같다.
| 국적           | 사망자 수 |
| -------------- | --------- |
| 대한민국       | 133       |
| 이란           | 5         |
| 중화인민공화국 | 4         |
| 러시아         | 4         |
| 일본           | 2         |
| 미국           | 2         |
| 오스트레일리아 | 1         |
| 오스트리아     | 1         |
| 프랑스         | 1         |
| 카자흐스탄     | 1         |
| 노르웨이       | 1         |
| 스리랑카       | 1         |
| 태국           | 1         |
| 우즈베키스탄   | 1         |
| 베트남         | 1         |
| 합계           | 159       |

#### 지역별 사망자 수
| 지역   | 사망자 수 |
| ------ | --------- |
| 서울   | 66        |
| 인천   | 5         |
| 대전   | 5         |
| 광주   | 2         |
| 대구   | 1         |
| 울산   | 2         |
| 부산   | 0         |
| 경기   | 40        |
| 충북   | 1         |
| 충남   | 3         |
| 세종   | 1         |
| 경북   | 1         |
| 경남   | 1         |
| 전북   | 1         |
| 전남   | 3         |
| 강원   | 0         |
| 제주   | 1         |
| 외국인 | 26        |
| 합계   | 159       |

한편 2022년 11월 14일 이태원 참사 희생자 155명 명단을 '더탐사'와 '민들레'라는 인터넷 언론매체에서 유가족의 동의없이 공개하여 논란이 있었다.
2022년 12월 12일 친구 둘을 이태원에서 잃고 다리에 부상을 입었던 고등학생이 극단적 선택을 하여 1월 3일 사망자로 인정되면서, 총 사망자 수가 159명으로 늘어났다. 해당 사망자는 "재난 및 안전관리 기본법"에 따라 기존의 다른 사망자들과 같이 구호금 등을 지급 받는다.

### 부상자
2022년 11월 13일 기준 부상자는 196명으로 중상 31명, 경상 165명이다.
2022년 12월 12일 친구 둘을 잃고 다리에 부상을 입은 청소년의 극단적 선택으로 1월 3일 사망자로 인정되어 부상자에서 빠졌다.

## 조사

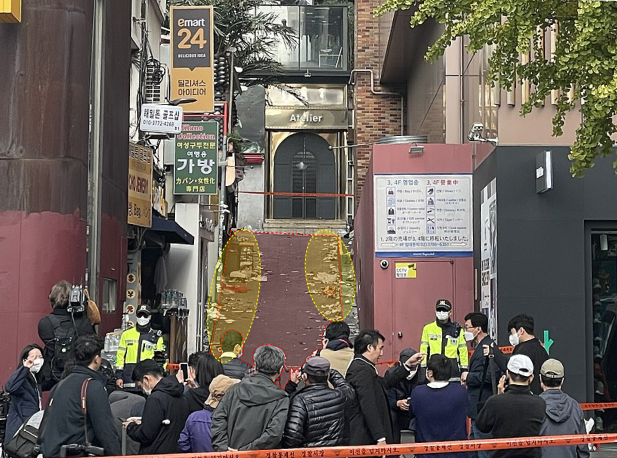
잔재
미끄러운 도로사고 이후 촬영된 사고 장소의 모습.

### 위반 건축물 다수 존재
사고 발생지는 서울특별시 용산구 이태원로 173-7 일대로, 이곳은 이태원 해밀톤호텔 왼쪽 50m 길이의 내리막 골목길이다. 길 위쪽은 폭이 5m 이상이지만 아래쪽에는 3.2m로 좁아지며, 사고는 폭 3.2m 골목에서 일어났다. 건축법상 도로는 ‘보행자의 안전’을 위해 폭이 4m 이상이어야 하고, 해당 지역 건축물현황도에도 도로 너비는 4m로 나와 있다.
그러나 해밀톤호텔은 도시계획상의 건축한계선이 설정되기 전인 1970년에 준공되어 건물의 대부분(건물 출입구 포함)이 건축한계선을 넘은 상태였다. 게다가 건축한계선이 설정된 후에도 골목 하단부에 건축한계선을 침범하는 분홍색 철제 가벽을 도로에 바로 붙여 10m가량 무단 증축했다. 하지만 해밀톤호텔은 5억여원의 이행강제금을 납부해가며 무단 증축한 부분을 계속 유지해왔다.
김지영 외 33인이 소유(해밀톤호텔 포함)한 인근의 이태원동 119-5번지(이태원로 173-5) 토지에 존재하는 건물은 상세불명일에 건설되어 건축물대장이 존재하지 않는 무허가 건축물로, 건물 입구에 붙어있는 간판 구조물이 길가로 튀어나와 통행을 방해하였다.
2023년 11월 29일, 서울서부지법에서는 해밀톤호텔 대표에 대해 가벽 설치에 대해서는 무죄를, 호텔 뒤쪽의 테라스 불법 증축에 대해서는 벌금 800만 원을 선고했다. 검찰은 당초 건축법, 도로법 위반 혐의로 징역 1년을 구형했었다. 이는 이태원 참사와 관련된 첫 선고이다. 재판부는 철제 패널과 같은 건축물이 도로를 침범한 것은 맞으나, 호텔 벽면에 붙어서 지어졌기 때문에 신고 의무가 없으며 침범 정도 역시 크지 않다고 보았다.

### 인파
사고가 발생한 이태원 세계음식거리와 인접한 해밀톤호텔 옆 이태원로 173 인근 골목은 길이 45미터, 폭 3.2~4m의 좁은 내리막길이었는데 길의 크기에 비해 과도하게 사람이 몰린 것이 원인으로 지목된다. 이 골목에는 작은 클럽들도 많고, 서울 지하철 6호선 이태원역 1번 출구가 바로 앞에 있어 접근하기 용이해 평소에도 사람이 많은 곳이었다. 독일의 공립과학연구기관 '막스플랑크 인간발달 연구소'의 군중행동 연구가 '메흐디 무사이드' 연구원은 이태원 사고 당시 1m2당 8~10명이 몰린 것 같다고 말했다. 일부 목격자들에 의하면 바닥은 미끄러운 보도블럭이었으며 그곳에 술이 뿌려져 있어 매우 미끄럽고 경사진 곳이기 때문에 누군가가 미는 순간 도미노 효과가 일어날 만한 상황이었다고 대답하였다.
사건 당시, 몇몇 목격자는 골목 위쪽의 일부 사람들이 고의로 사람들을 밀어버려 압사 사고가 발생하였을 가능성을 제기했다. 경찰은 관련 영상을 중심으로 수색하겠다고 발표하였다. SNS에서는 토끼머리띠를 한 남성이 밀었다, 여러 명의 남성이 밀었다는 등의 소문이 참사 직후 퍼졌다. 이후 11월 1일의 경찰청 특별수사본부 수사 결과 참사 발생 시각인 오후 10시 15분 무렵, 사람들을 밀었다는 의혹을 받은 토끼 머리띠의 남성은 이미 이태원을 나가 현장에 없었던 것으로 파악되었다. 또한 CCTV에서 확인된 남성의 손은 아무도 밀고 있지 않았다. 해당 남성은 마녀사냥을 멈춰 달라고 밝혔으며 자신의 얼굴을 무단 촬영하여 모자이크 처리를 하지 않고 유포한 SNS 게시물 8건을 명예훼손, 모욕 혐의로 고소하였다.

### 경찰의 부실 대응
할로윈의 인파 밀집은 매년 반복되었기 때문에 용산구청과 용산경찰서 이하 경찰조직은 미리 인파 관리 계획을 세웠다. 용산경찰서는 10월 26일에 지구대와 파출소의 순찰 인력을 증배하는 계획과 경찰 기동대 200여 명을 지원받아 배치할 계획을 세우고, 이태원관광특구상인연합회와 이태원역장 등과 함께 간담회도 열었다. 용산구청은 10월 27일에 용산구 부구청장 주재로 대책회의를 열고 안전 대책, 청소 대책 등을 세웠다.
그러나 이러한 대책은 경찰조직 상부에서 받아들여지지 않았다. 이태원파출소는 경찰 내부망 폴넷으로 할로윈 주말 보름 전 기동대 지원을 요청했으나 거절당했다. 용산경찰서 정보과는 사고 며칠 전에 할로윈에 안전사고 우려가 있다는 보고서를 제출했지만 서울경찰청은 경비 운용계획에 이런 내용을 누락시켰다. 이태원파출소는 10월 25일에 경찰 내부 메신저로 교통기동대 지원을 요청했지만 기동대 1개 제대(약 20명)만 지원되었다. 경찰청은 할로윈에 기동대를 지원한 적이 없다고 해명했지만 실제로는 코로나 기간 2020~21년을 제외하고 매년 지원되었다는 사실이 드러났다. BBC도 2021년 영상을 근거로 이전에는 경찰의 통제가 있었다고 보도했다. 2021년에는 할로윈 기간에 이태원파출소의 관할 구역을 줄여줬지만 2022년에는 줄여주지 않아서 관할구역이 4배나 늘어서 이태원파출소의 부담도 커졌다.
사고 당일에도 신고가 많았지만 대처가 늦었다. 사고 발생 4시간 전부터 경찰에 압사 관련 신고가 11건 접수됐고, 경찰은 이 중 4건만 현장으로 출동했다. 용산경찰서장은 옥상에서 참사 현장을 지켜보면서도 1시간 넘게 보고하지 않았다. 권설아 충북대 국가위기관리연구소 재난안전혁신센터장은 2006년에 이미 압사 사고에 대한 매뉴얼이 있었지만 활용되지 않았다고 평가했다. 이후, 윤희근 경찰청장은 경찰 대응이 미흡했다고 인정했다.
결국 경찰청은 서울경찰청과 서울용산경찰서를 대상으로 감찰에 착수했다.
영국 서퍽대 초빙교수, 군중 안전 전문가인 키스 스틸은 연합뉴스와 인터뷰에서 이번 참사에 관해 "군중 탓이 아닌 관리와 대처의 문제"라고 비판했다. 또한 좁고 미끄러운 길가도 한 요인이 될 수는 있지만 원인은 아니라고 했다. 그는 연합뉴스와의 이메일 서면 인터뷰에서 "이번 참사는 생명을 위협할 정도로 밀집도가 높아지도록 방치해서 벌어진 것이다. 압력이 큰 상황에서는 빠져나가려는 사람들의 작은 움직임으로도 사고가 날 수 있다. 군중 내에 밀치는 힘이 한 개인이 만들어내야 생기는 것이 아니다. 이런 환경에서는 여러 가지 힘이 작용하며, 군중 탓을 하는 것은 잘못이다. 그 공간은 더 안전하게 관리될 수 있었다. 원인은 안전한 환경을 제공하지 못한 데 있다" 라고 답했다.

### 특별수사본부의 조사
한편 경찰청 특별수사본부는 11월 7일 최성범 용산소방서장을 포함한 6명을 업무상 과실치사 등의 혐의로 입건했다. 특수본 측은 소방서장의 경찰과의 공동대응과 현장 출동 과정이 적절하지 못하다는 정황을 포착하여, 이에 대해 더 조사해 혐의를 입증하겠다고 밝혔다. 인터넷에서는 이에 대해 이해할 수 없다는 글이 다수 작성되었다. 또한 최 서장의 행적을 알리는 당시의 119 녹취록이 공개되었는데, 이러한 소방 무전 기록 등을 근거로 최 서장이 계속 현장을 지휘했고, 오히려 경찰 지휘부의 역할을 대신했다는 반론도 나왔다. 이에 대해 서울 소방공무원들은 책임을 소방에 떠넘기는 수사라며, 이번 참사의 진상 규명과 책임자 처벌을 지켜보고 "지휘 책임자에게 면죄부를 주는 꼬리자르기식 희생양을 만든다면 강력히 투쟁할 것을 경고한다."라고 밝혔다. 한편 이연 소방청 119대응국장에 따르면 예년과 달리 소방은 민관 합동회의에 참석을 통보 받지도 못한 것으로 알려졌다.
2023년 1월 13일, 특별수사본부는 군중 유체화로 참사가 일어났다고 원인을 밝혔다. 이후 특별수사본부는 해산되었다.

### 국정조사
2022년 11월 23일  주호영 국민의힘 원내대표와 박홍근 더불어민주당 원내대표는 용산 이태원 참사 진상규명과 재발방지를 위한 국정조사를 합의했으며, 11월 23일부터 우상호 의원을 위원장에 선임하고 활동을 시작했다.  2023년 1월 17일  국정조사 특별위원회는 결과보고서를 채택하고 한오섭 대통령실 국정상활실장, 윤희근 경찰청장, 김광호 서울특별시경찰청장을 위증 혐의로 고발하면서 국정조사 활동을 종료했으며, 국민의힘은 보고서에 여당 의견이 담기지 않은 것에 항의해 표결에 불참했다.

## 반응과 여파

### 정부
사건 발생 지역인 이태원동을 관할하는 박희영 용산구청장은 10월 30일 새벽 3시 "구민들에게 가까이 다가가기 위해 노력했던 모든 시간들이 제게는 행복이었다"라고 했다가 비판을 받고 오후 4시 "참담할 따름"이라고 수정된 입장을 발표했다.
10월 30일 아침에 대국민담화에서 윤석열 대통령은 "정말 참담하다, 일어나선 안 될 비극과 참사가 발생했다"라는 소감을 밝히며 국가 애도기간을 선포한다고 밝혔다. 또한 31일에는 배우자 김건희와 함께 서울광장 합동분향소를 찾아 헌화했다.

애도를 표하는 검정색 리본.

한덕수 국무총리는 국가애도기간을 11월 5일 24시까지로 정하고, 전 공공기관과 재외공관에서는 조기를 게양, 공무원과 공공기관 근무자들은 애도를 표하는 검정색 리본을 패용한다고 밝혔다.
정부는 공무원들에게 국가애도기간 동안 검은색 리본을 착용하라는 공문을 보냈다. 대부분의 공무원들은 다른 사건에서도 사용하던 '謹弔(근조)'가 쓰인 검은색 리본을 착용하였다. 그런데 정부는 '글씨 없는 검은색 리본으로 착용하라'는 공문을 다시 보냈고, 왜 글씨 없는 리본으로 바꿔야 하는지 이유를 밝히지 않았다. 안호영 더불어민주당 수석대변인은 "글자 없는 검은 리본 착용, 누가 무슨 이유와 근거로 지시한 것인가?"라고 말했다.

### 정치권
국민의힘은 10월 30일 예정되어 있던 레고랜드 사태 관련 고위당정협의회를 취소하고 긴급대책회의를 열었다. 국민의힘 의원들은 각자 자신의 SNS 계정에 추모하는 글을 올렸다. 더불어민주당은 10월 30일 오전 긴급 최고위원회의를 개최했다. 민주당 대표 이재명은 "갑자기 가족과 친구를 잃은 분들께 어떤 위로의 말씀을 드려야 할지 모르겠다. 놀랍고 참담하다"며 구조가 가장 중요하다고 말했다. 정의당은 10월 30일 예정되어 있던 신임 지도부의 취임 행사를 모두 취소하기로 했다.
이상민 행정안전부장관은 "경찰 등 인력 배치로 해결될 문제가 아니다"라고 발언하여 논란을 일으켰다. 비판을 받은 이상민 장관은 공식적으로 "소중한 가족을 잃은 유가족과 슬픔에 빠진 국민의 마음을 미처 세심하게 살피지 못했다"라고 사과했다. 국민의힘 주호영 원내대표는 "이 장관의 발언이 적절했다고 생각지 않는다"며 다만 애도 기간에는 정쟁을 지양해야 한다고 말했다.

#### 중대본 회의 피해자 호칭 논란
중앙재난안전대책본부 회의에서 사고 명칭을 '이태원 사고'로 통일하고, '피해자' 대신 '사망자'를 쓰도록 논의된 것이 확인되었다. 행안부는 "10월 30일 오전에 열린 중대본 회의의 주요 내용으로, 사고 명칭을 '이태원 사고'로 통일하고 피해자 대신 사망자, 사상자 등의 객관적 용어를 써야 한다"라고 밝혔다.
더불어민주당 이형석 의원은 "CNN 등 주요 외신도 'disasters', 즉 '참사'라는 표현을 쓰는데, '이태원 사고'라고 통일하라는 지침은 윤석열 정부 기간에 발생한 대형 재난의 규모를 의도적으로 축소하고 국가의 책임이 없다고 하기 위함이 아니냐"라고 비판했다. 이에 관계자는 "회의에서 언급되어 기록된 것이고, 왜 이런 결정을 했는지는 확인하고 있다"라고 밝혔다.
송두환 인권위원장은 '사고'가 아닌 '참사'가 맞는 말이라며 정부가 무색투명한 용어를 쓰고 싶은 것일 뿐이라고 했다. 또한, 정부의 부실 대처에 대한 인권위 직권조사도 적극 검토하겠다고 했다. 그리고 이번 참사를 천재지변이 아닌 '인재'라고 보아야 할 것이라고 답했다.

### 축제와 행사
추모 분위기로 인해 할로윈 행사를 준비하던 곳들의 행사 취소가 잇따랐다.
에버랜드와 롯데월드는 10월 2일부터 11월까지 진행하던 할로윈 축제와 연계 프로그램을 전면 중단하기로 결정했다. SM엔터테인먼트는 'SM타운 원더랜드 2022' 행사를 취소하였다. 또한 롯데 프리미엄 아울렛 이천점은 30일 오후 3시부터 진행할 가수 홍진영의 미니콘서트를 비롯, 모든 이벤트를 취소한다고 밝혔다.
이월드와 대구광역시 남구청, 홍대 앞 클럽 에프에프는 예정되어 있던 할로윈 행사를 전면 취소하였다. 롯데엔터테인먼트는 30일 공식 인스타그램에 '자백' 무대인사를 취소한다고 알렸다. 부산원아시아페스티벌은 30일 공지를 통해 "오늘 저녁 7시부터 부산에서 열릴 예정이었던 부산 원아시아페스티벌 K-POP 콘서트가 취소됐다"라고 알렸다.
스타벅스, CU, GS25 등의 음식 업계에서도 할로윈 관련 상품의 판매를 중단하였고, KBS와 SBS 등 모든 방송사 역시, 방청객들이 몰리는 군중 밀집 행사 프로그램 기획 및 제작에 대해서 뾰족한 대책을 내놓았다.
당시, SBS 예능본부의 곽승영 팀장의 인터뷰에서, "이태원 참사를 계기로, 출연자 및 관광객들의 안전을 위해서 SBS 가요대전 등 군중 밀집 행사 프로그램 생중계 제작 시에 의료진과 안전 요원을 의무적으로 배치하고, 프로그램 기획 단계부터 진행까지 위험 요소를 미리미리 제거할 수 있도록 사전 기획 점검제를 의무적으로 실시하고 있다"라고 설명하였다.

### 기업

대부분 단 리본의 모습.

- 구글은 할로윈을 기념하여 표시하는 두들을 대한민국 지역에 적용하지 않았으며, 더불어 검색창 아래에, 유튜브는 로고 오른쪽에 검정색 리본을 추가하였다.
- 네이버는 할로윈마다 게재하던 배너 대신 추모의 검정 리본을 검색창 위에 달았다. 또한 추모 게시판을 운영한다.
- 삼성전자와 LG전자는 관련 행사를 모두 취소하고 애도를 표했다.[107]
- 카카오는 카카오톡 공지로 검정색 리본을 추가하였다.

### 국제

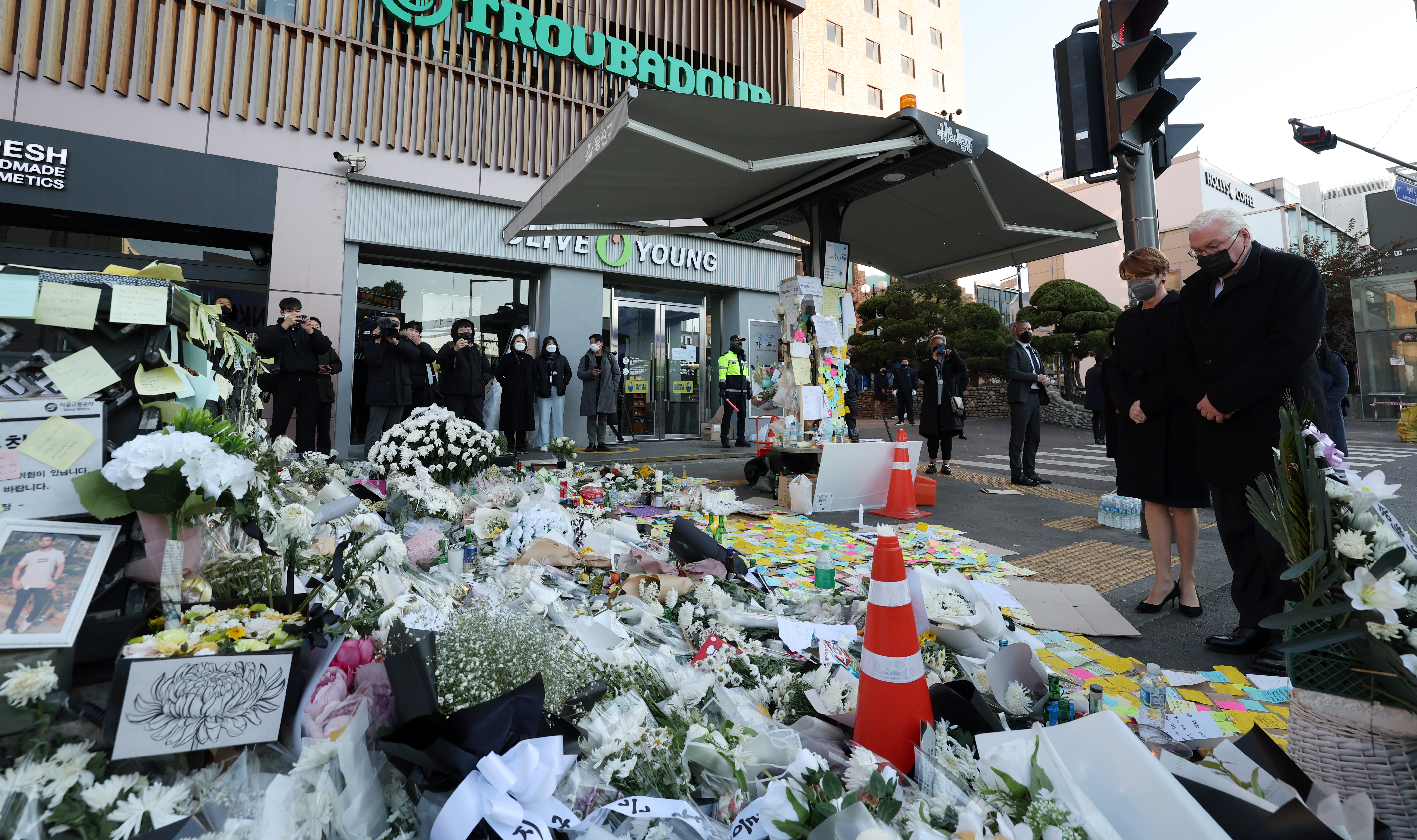
프랑크 발터 슈타인마이어 독일 대통령과 부인 엘케 뷔덴벤더 여사가 이태원역 1번 출구 앞에 마련된 이태원 사고 사망자 추모 공간을 찾아 헌화하고 추모하고 있다.

전 세계 각국의 국가 원수들이 추모 언사를 보냈다.
- 미국의 대통령 조 바이든은 10월 29일 성명을 내고 "서울에서 사랑하는 사람을 잃은 가족들에게 깊은 애도를 표한다", "우리는 한국인들과 함께 슬퍼하고, 부상당한 모든 분의 빠른 쾌유를 빈다"라는 입장을 밝혔다.[108] 제이크 설리번 백악관 국가안보보좌관은 트위터를 통해 "한국이 필요한 어떤 지원도 제공할 준비가 되어 있다"라는 입장을 밝히고,[109] 앤터니 블링컨 미국 국무장관도 트위터를 통해 서울의 압사 사고에 깊은 애도를 전한다고 밝혔다.[108]
- 캐나다 총리 쥐스탱 트뤼도는 "깊은 애도의 뜻을 표하고 부상자들의 빠른 쾌유를 기원했다"라고 밝혔으며, 멜라니 졸리 외교부 장관 역시 애도를 표하며 한국을 향해서 함께 할 것이라고 했다.[110]
- 일본 총리 기시다 후미오는 "젊은이들의 귀중한 생명이 희생된 사건이 안타깝다"며 "깊은 슬픔을 느낀다"라고 밝혔다.[111]
- 중화민국 총통 차이잉원은 외무부에 희생자 가족, 한국 정부하고 국민들에게 한국 정부에 진심어린 애도를 표하라고 지시했다. 라이칭더 부총통 또한 이 고통스러운 순간에 서울에서 사망한 국민과 가족들에게 대만은 한국과 함께한다고 트윗했다.[112][113][114]
- 영국 총리 리시 수낵은 트위터에서 윤석열 대통령에게 "매우 고통스러운 시간을 마주한 모든 한국인과 대응하는 이들에게 깊은 애도와 위로의 뜻을 전한다"라고 말했다.[110]
- 프랑스 대통령 에마뉘엘 마크롱은 트위터를 통해 "이태원에서 일어난 비극에 한국 국민과 서울 주민에게 진심 어린 애도를 보낸다"라는 말과 함께 "프랑스는 여러분 곁에 있겠다"라고 밝혔다.[110]
- 독일 총리 올라프 숄츠는 트위터를 통해 "서울에서 있었던 비극적 사건으로 우리 모두 충격에 빠졌다. 수많은 희생자와 유족에게 애도를 전한다"면서 "한국에 슬픈 날이다. 독일이 그들 곁에 있을 것"이라고 밝혔다.[115]
- 우크라이나의 안톤 게라셴코 내무장관은 트위터에 "서울에서 있었던 비극으로 사랑하는 이들을 잃은 분들, 부상자를 지켜본 분들 모두에게 깊은 위로를 전한다"면서 "다시는 이런 일이 일어나지 않기를 바란다"라고 밝혔다.[115] 대통령 볼로디미르 젤렌스키는 트위터를 통해 사고에 대한 애도를 표하고 부상자들의 빠른 쾌유를 기원했다.[116]
- 중화인민공화국 주석 시진핑은 윤석열 대통령에게 위로 전문을 보냈다. "한국 수도 서울에서 압사 사고가 발생해 중대한 인명피해가 발생했다는 소식을 들었다"며 "중국 정부와 인민을 대표해 희생자들에게 깊은 애도를 표하고, 희생자 가족과 부상자들에게 진심 어린 위로를 전한다"라고 밝혔다.[117]
- 오스트레일리아 총리 앤서니 앨버니지는 "이번 참사로 피해를 입은 분들께 우리의 진심된 위로를 보낸다."라고 밝혔다.[118]
- 네덜란드 총리 마르크 뤼터는 "서울에서 벌어진 사고에 큰 슬픔을 느끼며, 유가족과 한국 국민에게 애도를 표한다"라고 말했다.[118]
- 유럽 연합 호세프 보렐 외교·안보 정책 고위대표는 "서울 중심부에서 일어난 끔찍한 사건에 대해 깊은 슬픔을 느낀다"며 힘든 순간에 한국 국민과 함께 한다고 밝혔다.[110]
- 이탈리아 총리 조르자 멜로니는 "이탈리아는 커다란 슬픔에 빠진 한국인들과 함께 할 것"이라고 밝혔다.[119]
- 바티칸의 프란치스코 교황은 성베드로 광장에서 열린 주일 기도 끝부분에 "서울에서 죽은 사람들, 특히 젊은이들을 위해 부활하신 주님께 기도한다"라고 말했다.[119]

### 합동분향소
서울특별시는 이태원 참사 희생자 합동분향소를 10월 31일부터 서울광장에서 운영했다. 서울광장 합동분향소는 10월 31일부터 정부가 결정한 국가 애도 기간인 11월 5일까지 6일간 오전 8시부터 저녁 10시까지 운영되며, 조문은 31일 10시부터 가능했다. 운영시간 이후에도 자율적으로 조문할 수 있었다. 서울시의 25개 자치구 또한 합동분향소를 똑같이 운영했다. 이에 사람들이 조문하기 위해 많이 모였다. 10월 31일 9시 반쯤에는 윤석열 대통령과 김건희 여사가 조문했고, 국민의힘 지도부와 한덕수 국무총리, 이상민 행정안전부 장관, 윤희근 경찰청장도 방문했다.

### 검은 리본과 추모 배너
세월호 침몰 사고 때와 같이 추모의 의미로 리본이 사용되었다. 또한 피해자를 기리는 배너가 길 곳곳에 게시되었다.

### 정신적 여파
사고 이후 유족, 소방관, 경찰관, 의료 인력뿐 아닌 사고 소식을 접한 국민 전체의 트라우마 문제가 대두되었다. 심리적 문제가 대두된 요인으로는 일상적 장소인 서울 시내에서 일반 시민이 대규모로 사망하여 증폭된 불안과 공포의 정도, 현장에서 직접 참사를 경험한 다수의 목격자, SNS를 통한 참사 현장을 담은 영상과 사진의 무분별한 확산 등이 꼽혔다. 대한신경정신의학회는 사고 당시의 참혹한 영상과 사진으로 인해 트라우마가 유발될 수 있으며, 따라서 현장 영상이나 뉴스를 과도하게 반복해서 보는 행동을 자제하는 것이 좋다고 권했다.
전국 지방자치단체에서는 별도의 심리상담 서비스를 제공하였다. 국가트라우마센터에서는 11월 5일, 이태원 참사 피해 유가족들과 부상자, 목격자를 포함하여 심리적인 고통을 겪은 사람 모두가 이용 가능한 심리지원 서비스를 제공하기 시작했다. 초중고 학생들을 대상으로는 위센터 소속 전문 상담교사와 상담사가 심리검사 및 프로그램을 지원한다. 세월호 침몰 사고와 이태원 압사 사고를 모두 겪은 20대가 겪을 동일시 현상을 막기 위해 지원이 필요하다는 의견도 있다.
한편 이 사고로 친구 두 명을 잃었던 고등학생이 12월 12일 서울 마포구의 한 숙박업소에서 숨진 채 발견되었다. 해당 고등학생은 사고의 생존자로 지속적인 상담 치료를 받아 왔다고 알려졌다. 특히 "연예인 보러 갔다가 죽은 것 아니냐"라고 하는 등의 악성 댓글에 상처를 받았다고 말했던 것으로도 전해졌다. 실제 사고 생존자의 자살 사례가 나오며 심리 상담에 더욱 적극적인 지원이 필요하다는 의견도 나왔다. 자살한 학생에 대해 행정안전부는 2023년 1월 3일 관계 법률 및 의료분야 전문가 의견을 청취한 결과 직접적인 인과관계가 성립되어 사망자로 인정하기로 했다고 밝혔다.

### 사건의 명칭
이태원 압사 사고, 이태원 압사 참사, 이태원 참사 등의 특정 지역명이 들어간 명칭을 사용하여 그 지역이 위험 지역으로 낙인찍히는 것을 막기 위해 일각에서는 10.29 참사로 불러야 한다고 주장한다. 과거에도 진도 여객선 침몰을 세월호 침몰 사고로, 뉴욕 쌍둥이빌딩 붕괴를 9.11 테러로 명칭을 변경한 전례가 있다. 의료계에서도 '이태원'이라는 지명이 들어간 표현은 트라우마 증상을 더 자극하여 트라우마 극복에 부작용이 있을 수 있으며, 이태원에 사는 사람들에게 2차적인 피해가 갈 수 있다고 보고 다른 명칭을 사용하는 것에 대해 논의가 이루어졌다.

### 추모 공간
2023년 10월 26일에, 이태원 참사 1주기가 다가옴에 따라 사고가 일어났던 거리에, 3개의 빌보드로 구성된 추모 공간인 '기억과 안전의 길'을 조성하였다. 골목 바닥에는 '우리에겐 아직 기억해야 할 이름들이 있습니다'라는 문구가 새겨졌고, 반대편에는 '10·29 기억과 안전의 길'라고 적힌 표지석을 설치했다.

## 같이 보기
- 다중밀집사고
  - 서울역 압사 사고
  - 2014년 상하이 압사 사고
  - 상주 콘서트 압사 참사
  - 2015년 하즈 압사 사고
  - 칸주루한 스타디움 사고
  - 프놈펜 압사 사고
  - 아카시 불꽃축제 압사 사고
  - 2006년 롯데월드 무료입장객 압상 사고
- 대한민국의 대형 인명 사고
  - 대구 지하철 화재 참사
  - 세월호 침몰 사고
  - 삼풍백화점 붕괴 사고
  - 성수대교 붕괴 사고
- 관련 지역
  - 이태원
  - 이태원역
  - 이태원동
  - 용산구
- 할로윈
- 축제